# Nahasṭab
Nahasṭab (nḥsṭb) war möglicherweise ein antiker alt-südarabischer Toreut (Metallbildner), der wahrscheinlich in hellenistischer Zeit tätig war.
Nahastab ist heute nur noch aufgrund zweier Graffiti in minäischem Dialekt bekannt, die auf einer Schale gefunden wurden. Diese wurde in Dadan gefunden. Nahastab wäre der einzige namentlich bekannte Toreut und einer von ganz wenigen namentlich bekannten Künstlern, Handwerkern und Kunsthandwerkern aus den alt-südarabischen Reichen. Eine Datierung ist schwer möglich, wahrscheinlich ist er in einer Zeit anzusetzen, die im Mittelmeerraum als Hellenismus bezeichnet wird (etwa 330–30 v. Chr.).